# Raffaella De Vita
Raffaella De Vita (Napoli, 15 agosto 1942 – Torino, 5 febbraio 2006) è stata una cantautrice e attrice italiana.

## Biografia
All'inizio degli anni sessanta si trasferisce a Roma, dove frequenta l'Accademia di arte drammatica; in questa città inizia la sua carriera di attrice teatrale in vari gruppi d'avanguardia, per approdare poi nel 1968 al Piccolo Teatro di Milano e, quattro anni dopo, al Teatro Stabile di quella che diventerà la sua città d'adozione, Torino.
In questo periodo inizia anche a scrivere i suoi spettacoli, effettuando anche ricerche sul Teatro dell'assurdo e sul futurismo, e contaminando il teatro con la canzone: nel 1975 allestisce lo spettacolo Canti e voci di Raffaele Viviani e l'anno successivo pubblica il suo primo 33 giri, Il riso bianco dello scemo per la Fonit Cetra, che racchiude molte vecchie canzoni del periodo del caffè concerto, come Miette na mano cca, O munno sott'e n'coppa, L'imboscato, O'mbriaco, O piano e guerra.
Nel 1977 collabora con il regista Massimo Scaglione, per lo spettacolo Bertold Brecht e la donna, e pubblica il suo secondo album, Come mi gira mi gira mi gira la ruota, che racchiude canzoni di Rodolfo De Angelis, tra cui la notissima Ma cos'è questa crisi.
Nel 1978 presenta lo spettacolo Venite a trovare Lady Lou, sempre con la regia di Massimo Scaglione, sul Vaudeville, con la collaborazione di Roberto Leydi.
Negli anni successivi continua a lavorare in teatro e a pubblicare album, tra cui Brecht Eisler per la Feeling Record Italiana nel 1979 e L'ultima recita di Petrolini nel 1982 nuovamente per la Fonit Cetra.
Nel luglio del 1981 fonda a Torino la Compagnia Raffaella De Vita, una società di cui diventa presidente, con cui propone i suoi spettacoli successivi: il primo, dello stesso anno, è L'Opera del mendicante, di Bertolt Brecht.
Nel 1983 collabora con Fausto Amodei per lo spettacolo antimilitarista Gli allegri macellai, e l'anno successivo presenta Secondo me la musica, basato sulle canzoni dei cantautori italiani, e Concerto '84, recital di poesie e canzoni da lei composte.
Molti di questi spettacoli vengono trasmessi in televisione dalla Rai e dalla tv di Stato della Svizzera Italiana; con la Rai collabora come conduttrice e autrice di trasmissioni radiofoniche.
Nel 1987 ricorda i vent'anni della morte di Luigi Tenco con lo spettacolo Ciao amore, in cui presenta alcuni brani del cantautore.
Collabora nuovamente con Fausto Amodei nel 1992 per lo spettacolo Po(e)t Pourri, una raccolta di poesie di grandi scrittori e scrittrici messe in musica dai due artisti; nello stesso anno recita nel film Incontro ai giorni di Antonio Carella.
Tra gli spettacoli degli anni novanta è anche da ricordare Vengo anch'io, omaggio a Enzo Jannacci (che collabora alla realizzazione); si esibisce inoltre in molti spettacoli insieme a Gabriella Ferri.
Nel 1996 torna ad incidere, con il CD Milly voce notturna, tratto dall'omonimo spettacolo con la regia di Filippo Crivelli in cui rende omaggio a Milly
Nel 1999 la Regione Piemonte pubblica il volume Il teatro di Raffaella De Vita a Torino, omaggio all'attività dell'artista a Torino, che racchiude anche i testi integrali di otto suoi lavori, oltre che una ricostruzione biografica del suo percorso artistico (integrato l'anno successivo da Il teatro cantato di Raffaella de Vita a Torino, con i testi di altri diciotto spettacoli); nello stesso anno è ospite di Ci vediamo in tivù, programma televisivo condotto da Paolo Limiti.
L'ultimo suo album, del 2004, è Macario parole e musica, omaggio ad Erminio Macario; due anni dopo muore di tumore. Il funerale viene celebrato nel Duomo di Torino e vede una straordinaria partecipazione di pubblico.
È sepolta nel Cimitero monumentale di Torino.

## Discografia

### Album
- 1976: Il riso bianco dello scemo (Fonit Cetra, LPP 296)
- 1977: Come mi gira mi gira la ruota (Fonit Cetra, LPP 330)
- 1979: Brecht Eisler (Feeling Record Italiana)
- 1982: L'ultima recita di Petrolini (Fonit Cetra)
- 1996: Milly voce notturna
- 1999: Senso, nonsenso e doppiosenso
- 2004: Macario parole e musica (Folkclub Ethnosuoni)

### Singoli
- 1978: Un uomo/Comme il faut (Fonit Cetra, LPP 330)